# Kamienica Karola Kretschmera
Kamienica Karola Kretschmera – kamienica znajdująca się w Łodzi przy ul. 6 Sierpnia 5. Kamienica została wpisana do Gminnej Ewidencji Zabytków miasta Łodzi z numerem 1556.

## Historia

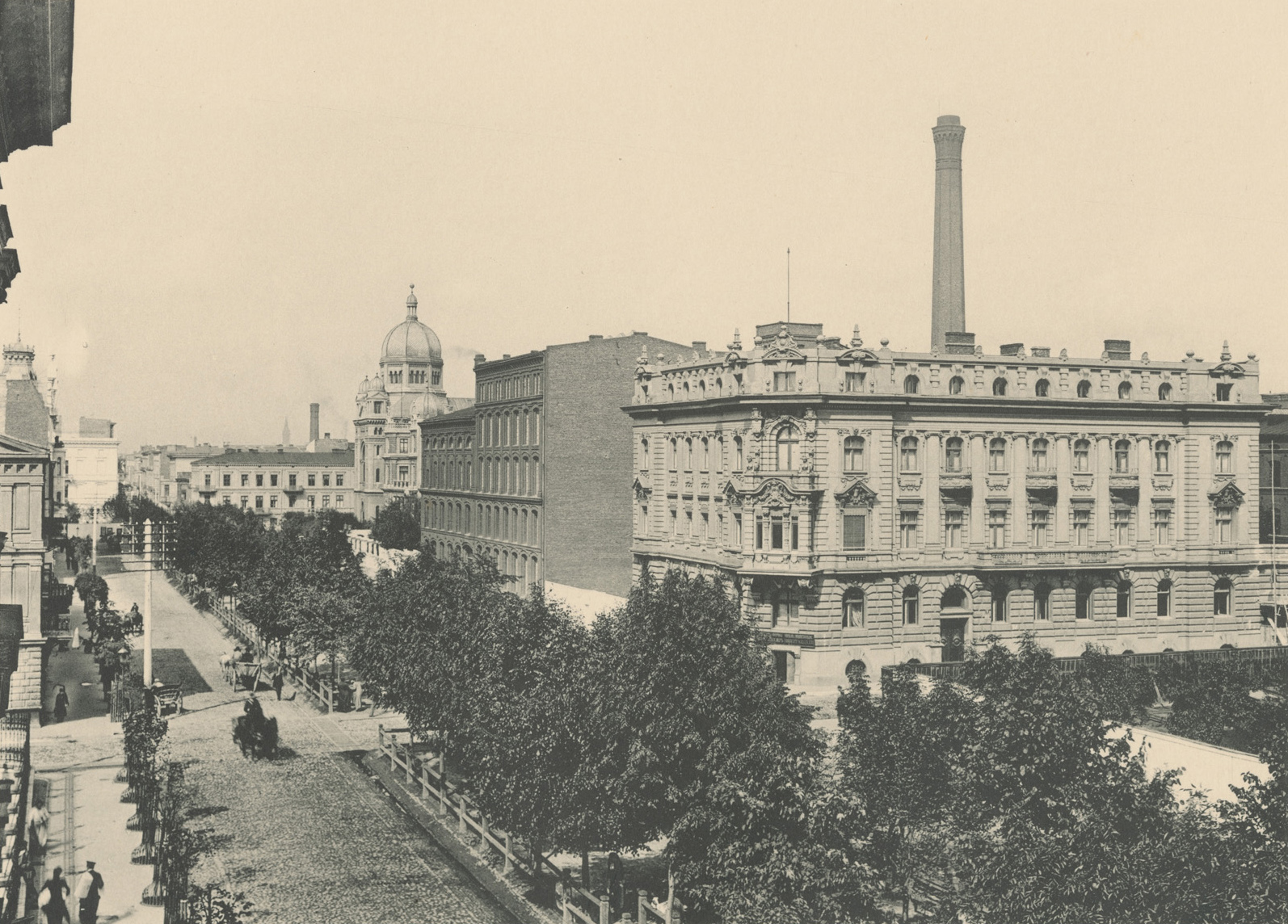
Kamienica na fotografii Bronisława Wilkoszewskiego z 1896 roku

W połowie XIX wieku właścicielem rozległej parceli położonej wzdłuż ulicy Benedykta od ul. Piotrkowskiej do ul. Spacerowej był Karol Kretschmer. W 1857 roku Kretschmer uruchomił w podwórzu posesji ręczną tkalnię chustek wełnianych (jeden z najstarszych zakładów w Łodzi), a w 1870 roku wybudował dom frontowy przy ul. Benedykta 1 (współczesny adres ul. Piotrkowska 63).
Fabryka z czasem była rozbudowywana i została zmechanizowana. Ciasna zabudowa parceli oraz problem z dostarczaniem odpowiedniej ilości wody do produkcji spowodowały, że w połowie lat 90. XIX wieku Karol Kretschmer przeniósł fabrykę do nowych budynków przy ul. Kopernika 62.
W 1896 roku na placu pofabrycznym, w tylnej części posesji, została ukończona budowa okazałej kamienicy, w której na parterze umieszczony został skład fabryki Kretschmera, a piętra przeznaczone zostały na mieszkanie fabrykanta. Autorem projektu eklektycznej dwupiętrowej kamienicy z poddaszem był Franciszek Chełmiński – jeden z czołowych architektów w dziejach Łodzi.
Po II wojnie światowej kamienicę zajmowało Miejskie Przedsiębiorstwo Geodezyjne, a od 1995 roku w podziemiach działa Łódzka Piwnica Artystyczna „Przechowalnia”.
W 2016 roku wszczęto procedurę umożliwiającą dokonanie wpisu budynku do rejestru zabytków nieruchomych województwa łódzkiego.

## Architektura

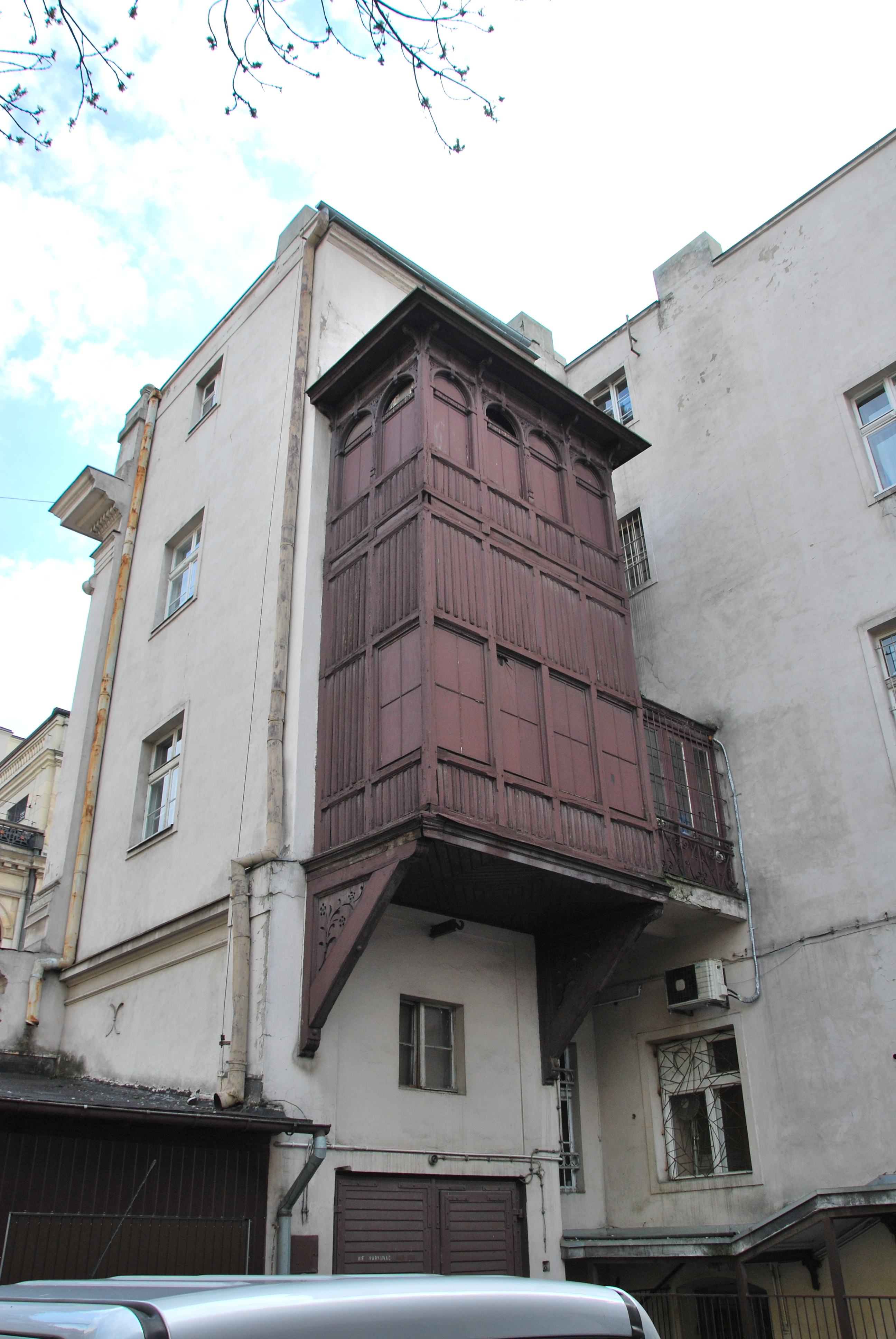
Kuczka na tyłach kamienicy

Kamienica została zbudowana w stylu eklektycznym z bogato zdobioną elewacją. Kunsztowną dekorację stanowią chimery (wieńczące narożny wykusz), muszle, głowy kobiet i głowy lwów, które znajdują przy wejściu od strony ulicy 6 Sierpnia. Parter jest boniowany, bonie ozdabiają również narożniki wykuszy oraz akcentują otwory okienne wyższych kondygnacji. Na drugiej kondygnacji znajduje się duży balkon z tralkową balustradą, a na trzeciej trzy niewielkie, półokrągłe balkoniki. Drugie piętro jest oddzielone od poddasza wydatnym gzymsem.
Na tyłach kamienicy, od strony podwórka, znajduje się kuczka (jedna z nielicznych zachowanych w Łodzi) – pomieszczenie, w którym pobożni Żydzi koczowali przez kilka dni z okazji święta Sukkot. Konstrukcja o formie wykusza, wykonana z drewna, opiera się na trójkątnych wspornikach i ma trzy kondygnacje. Zwieńczona została spadzistym dachem.